# Тронсен, Доминик
Доминик Тронсен (фр. Dominique Troncin; 1961, Безансон — 29 ноября 1994) — французский композитор.
Изучал фортепиано и орган в Безансоне, композицию и электронную музыку в Булонской консерватории, наконец окончил Парижскую консерваторию, где его наставниками по композиции были Тристан Мюрай и Иво Малец, а также Бетси Жолас (класс гармонии); совершенствовался также как пианист под руководством Доминик Мерле, изучал музыковедение в Сорбонне.
Работал на телевидении, в 1988—1989 гг. вёл программу музыкальной помощи умирающим детям в больнице Питье-Сальпетриер, преподавал в Американской консерватории в Фонтенбло. С 1988 г. заместитель директора консерватории и городской музыкальный советник в Витри-сюр-Сен.
Основные произведения Тронсена — камерная опера «Когда оливы шагают по долине» (фр. Quand les oliviers marchent dans la plaine), представленная в 1989 г. на Авиньонском фестивале, «Песни Езекии» (фр. Le Cantique d'Ezechias) для баритона, хора и оркестра (1992—1993), «Бесконечный сон» (фр. Sommeil sans fin) для сопрано и инструментального ансамбля (1986), струнный квартет «Потерянные птицы» (фр. Les oiseaux perdus; 1991), камерные и фортепианные пьесы.
Памяти Тронсена посвящены несколько пьес французских композиторов, в том числе «Безответные вопросы» Мюрая для флейты соло, «Стела» (фр. Stèle) Жерара Гризе для двух барабанов и фортепианное сочинение Жерара Пессона «У света нет рук, чтобы нас нести» (фр. La Lumière n'a pas de bras pour nous porter).
Умер от СПИДа.